# Toward the Within
Toward the Within é o único álbum oficial ao vivo da banda Dead Can Dance, lançado em Outubro de 1994. O álbum foi gravado em um único take em Novembro de 1993 no Teatro Mayfair em Santa Monica, California. Foi o último grande evento a ocorrer nesse edifício; pouco tempo depois seria seriamente danificado por um sismo e teve de ser demolido.
Contém 15 canções, das quais apenas 4 provém dos seus álbuns anteriores, e duas que mais tarde viriam a ser regravadas e incluídas no primeiro álbum a solo de Lisa Gerrard, The Mirror Pool. As restantes nunca haviam sido oficialmente lançadas, embora já tivessem feito parte de anteriores concertos ao vivo da banda. Com Perry e Gerrard estavam vários músicos que já haviam tocado com eles noutras ocasiões.
Em 2001, Toward the Within foi relançado em DVD e incluído na box set Dead Can Dance (1981-1998). Em adição ao conteúdo original, a versão em DVD contém alguns extras: uma discografia; os videoclipes de "Frontier", "The Protagonist" e "The Carnival Is Over"; e um capítulo do filme Baraka, intitulado "Calcutta Foragers/Homeless", que tem como banda sonora a canção "The Host of Seraphim".
A letra da canção "I Am Stretched on Your Grave" é baseada num poema anónimo do século XVII.

## Faixas
1. "Rakim" – 6:25
2. "Persian Love Song" – 2:56
3. "Desert Song" – 4:20
4. "Yulunga (Spirit Dance)" (de Into the Labyrinth) – 7:12
5. "Piece for Solo Flute" – 3:34
6. "The Wind That Shakes the Barley" (de Into the Labyrinth) – 3:12
7. "I Am Stretched on Your Grave" – 4:38
8. "I Can See Now" – 2:56
9. "American Dreaming" – 4:55
10. "Cantara" (de Within the Realm of a Dying Sun) – 5:15
11. "Oman" – 5:49
12. "The Song of the Sybil" (de Aion) – 4:31
13. "Tristan" – 1:48
14. "Sanvean" – 4:05
15. "Don't Fade Away" – 6:12